# Natsuko Naka
Natsuko Naka (jap. 仲 奈津子, Naka Natsuko; * 4. Juli 1974 als Natsuko Kanke (菅家 奈津子, Kanke Natsuko)) ist eine frühere japanische Skeletonpilotin.
Natsuko Naka begann 1999 mit dem Skeletonsport und gehörte seit 2002 dem japanischen Nationalkader an. Ihr internationales Debüt gab die Japanerin schon im November 2000 bei einem Skeleton-Europacup-Rennen in Igls, wo sie 13. wurde. Der nächste internationale Einsatz war schon bei der Skeleton-Weltmeisterschaft 2001 in Calgary, wo Naka den 23. Platz belegte. Einen Monat später fuhr sie im heimischen Nagano erstmals im Skeleton-Weltcup eingesetzt und erreichte auch hier den 13. Platz. Im November des Jahres erreichte sie in Calgary in ihrem ersten Skeleton-America’s-Cup-Rennen als Zehnte ein erstes internationales Top-Ten-Resultat. Ihren internationalen Durchbruch schaffte Naka in der Saison 2002/03, als sie in sechs Rennen immer unter die besten 20 kam. Höhepunkt der Saison wurde die Skeleton-Weltmeisterschaft 2003 in Nagano, Naka wurde 17. In der Folgesaison konnte die Japanerin mit Rang elf in Sigulda ihr bestes Weltcup-Ergebnis erreichen. Bei der WM 2004 in Königssee wurde sie erneut 17, 2005 in Calgary 20. Ihre letzten internationalen Rennen bestritt sie zu Beginn der Weltcup-Saison 2006/07. National wurde Naka 2004 hinter Eiko Nakayama Vizemeisterin, ein Jahr später gewann sie den Titel.
Sie ist mit dem Skeletonpiloten Takehito Naka verheiratet.